# Palazzo della Luna
Il palazzo della Luna è stato un edificio civile del centro storico di Firenze, situato tra via de' Ferravecchi (oggi via Strozzi) e piazza della Luna. Fu demolito nel 1890 nell'ambito dei lavori del Risanamento del Mercato Vecchio.

## Ubicazione

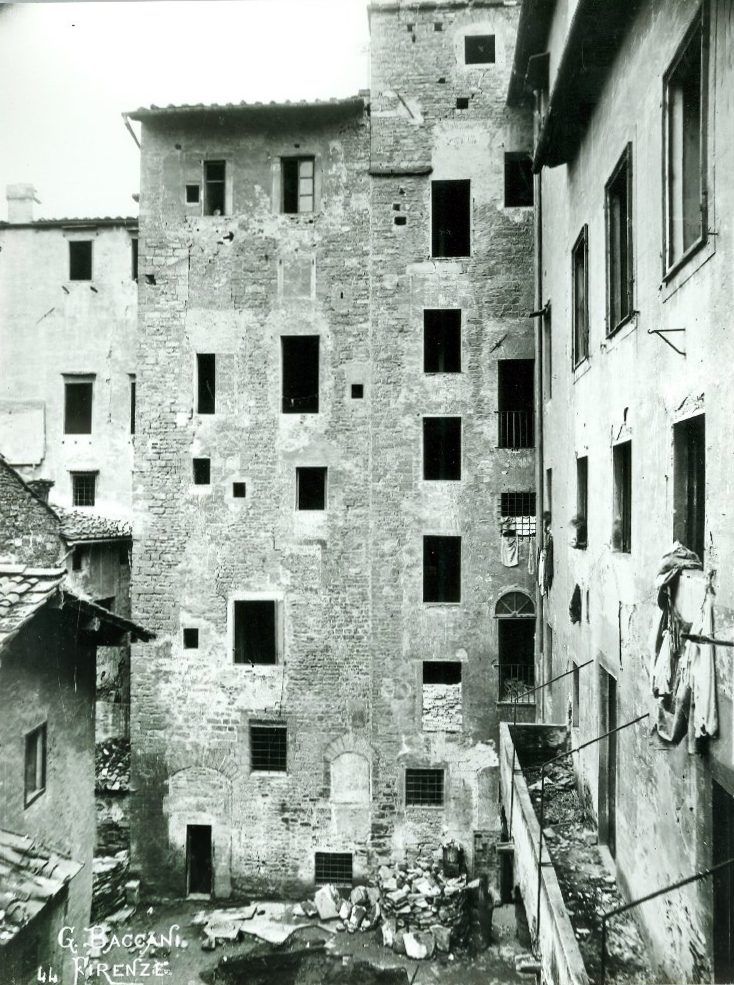
Il retro del palazzo su piazza della Luna

Il palazzo si trovava in un isolato attraversato da vicoli e piazzette che oggi non esiste più, nel recinto delle attuali via degli Strozzi, via de' Vecchietti, via del Campidoglio, via de' Brunelleschi e piazza della Repubblica.
Il cuore di questo isolato era la piazza della Luna (dal nome dell'antica famiglia dei Della Luna, che a sua volta lo prese dall'insegna di una loro famosa bottega di speziali), chiamata successivamente anche piazza della Paglia, che qui si vendeva, o dei Facchini, che trasportavano le merci del mercato. A questa piazza si accedeva originariamente tramite quattro chiassi: a nord quello dei Pollaioli, che più avanti si ricongiungeva con la piazzetta omonima dietro Santa Maria in Campidoglio, e che era dedicata al commercio del pollame, anche se aveva finito anche per dare il nome alla famiglia "del Pollaiolo" che qui aveva le proprie case e che fu famosa per artisti quali Antonio, Piero e Simone del Pollaiolo; a ovest il chiasso dei Rinaldi (altra famiglia della zona) che portava in via dei Vecchietti; a sud un vicoletto che portava in via dei Ferravecchi (sbucando proprio davanti a San Pier Buonconsiglio e al chiasso del Guanto/del Leoncino) e separava il palazzo della Luna dalle case dei Borromei; a est l'angusto vicolo della Luna, detto anche Malborghetto (da non confondere con via del Fuoco presso Calimala, che pure venne talvolta chiamata così), che portava alla piazza del Mercato costeggiando il fianco meridionale di Santa Maria in Campidoglio e l'ultima delle case degli Alfieri Strinati, e che venne definito da Guido Carocci "la strada più stretta di Firenze, tanto che non vi avrebbero potuto passare due persone di fronte": solo questo vicolo esisteva ancora nell'Ottocento, tutti gli altri erano stati accecati nel tempo. Il lato ovest della piazza era occupato dalle case dei Vecchietti, poi diventate palazzo Vecchietti, e quello sud dal palazzo della Luna. 

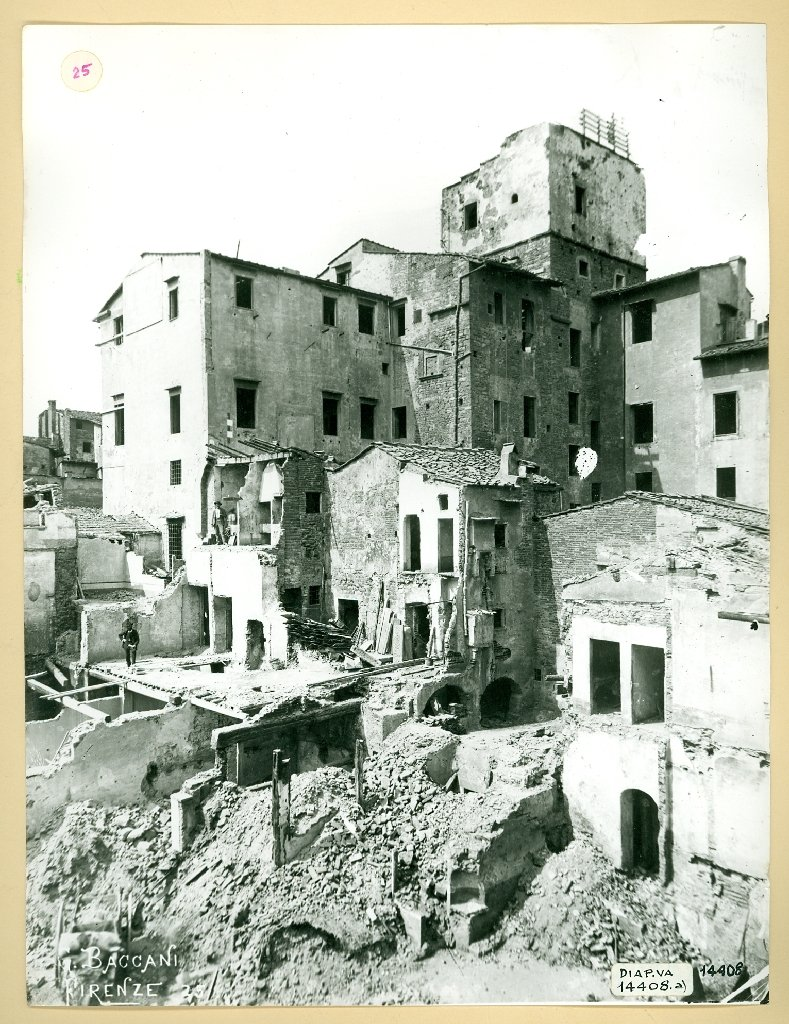
Palazzo della Luna durante le demolizioni, con la torre dei Manfredi

Gli scavi che seguirono le demolizioni confermarono che in questa zona erano i ruderi del Campidoglio e delle terme romane, su cui poi dopo l'anno Mille alcune famiglie avevano costruito le proprie case torri: in particolare qui si contavano le torri degli Ugolini (sul vicolo della Luna), dei Manfredi (al posto del palazzo della Luna), degli Arrigucci (in via dei Rigattieri), dei Tosinghi (su piazza dei Pollaioli), degli Strinati e dei Tornaquinci (su via dei Ferravecchi). Nel catasto fiorentino del 1427 si vedono come più o meno le stesse famiglie abitassero la zona, con le torri nel frattempo abbassate e trasformate in case.

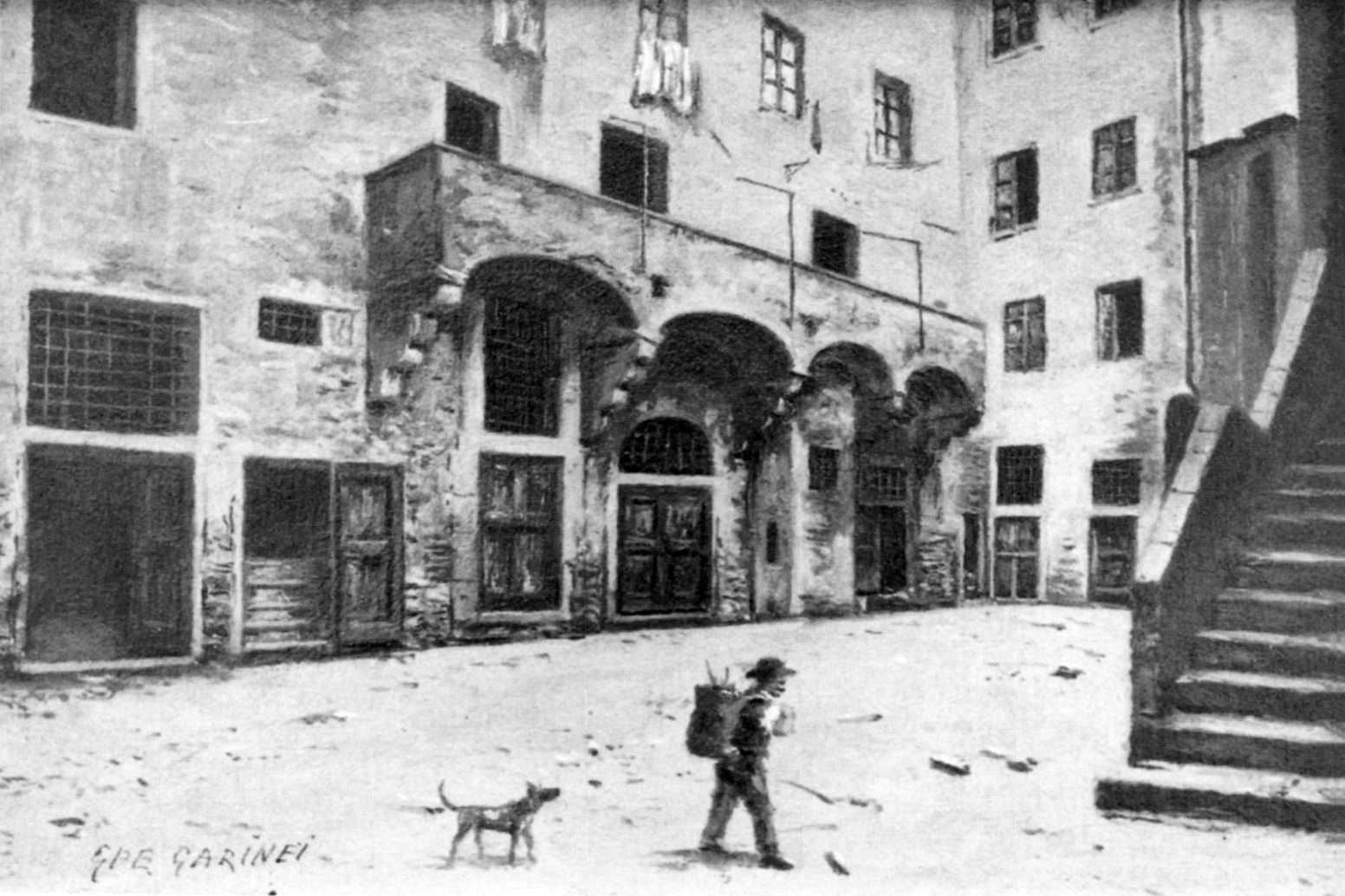
Piazza della Luna, lato ovest
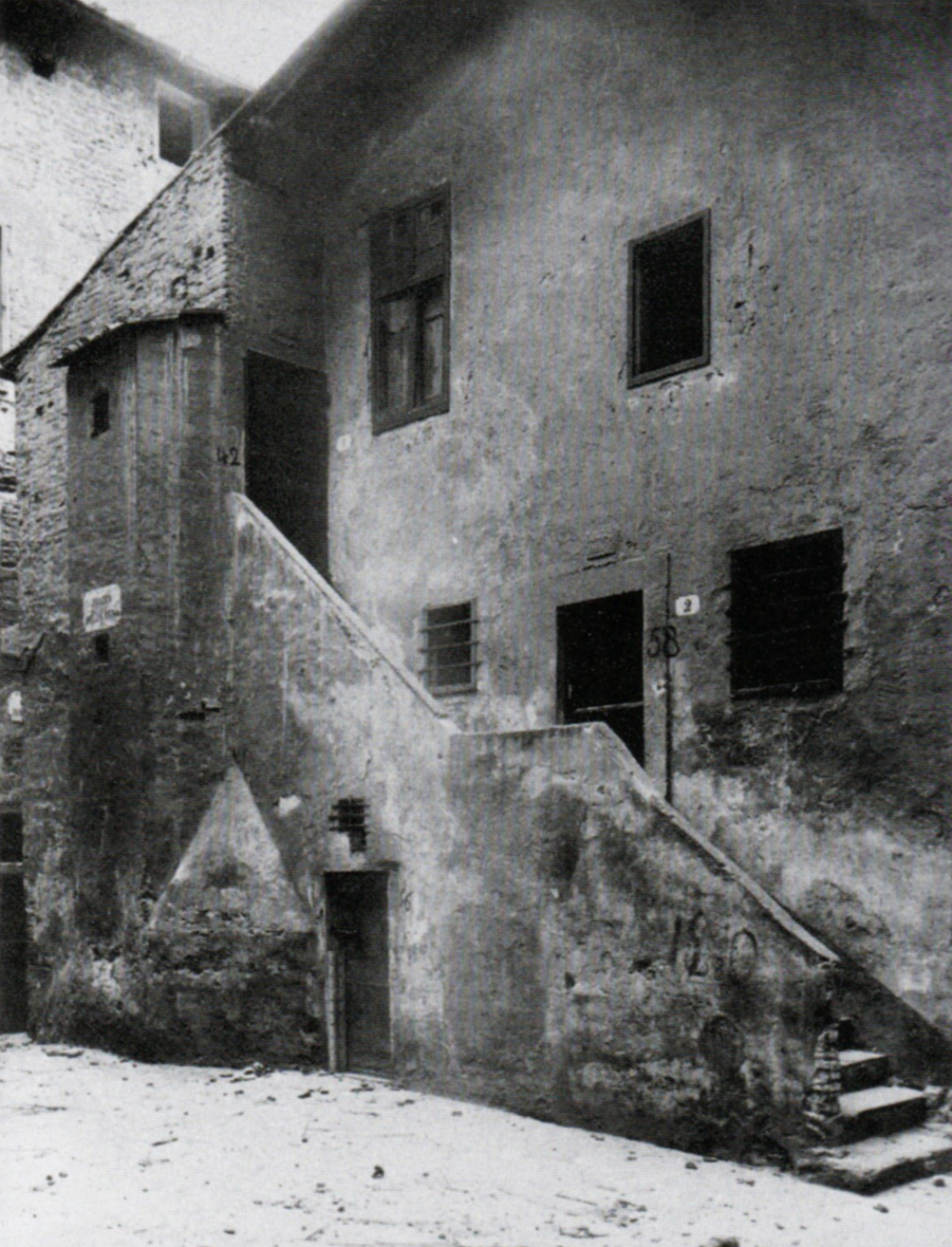
Piazza della Luna, lato est
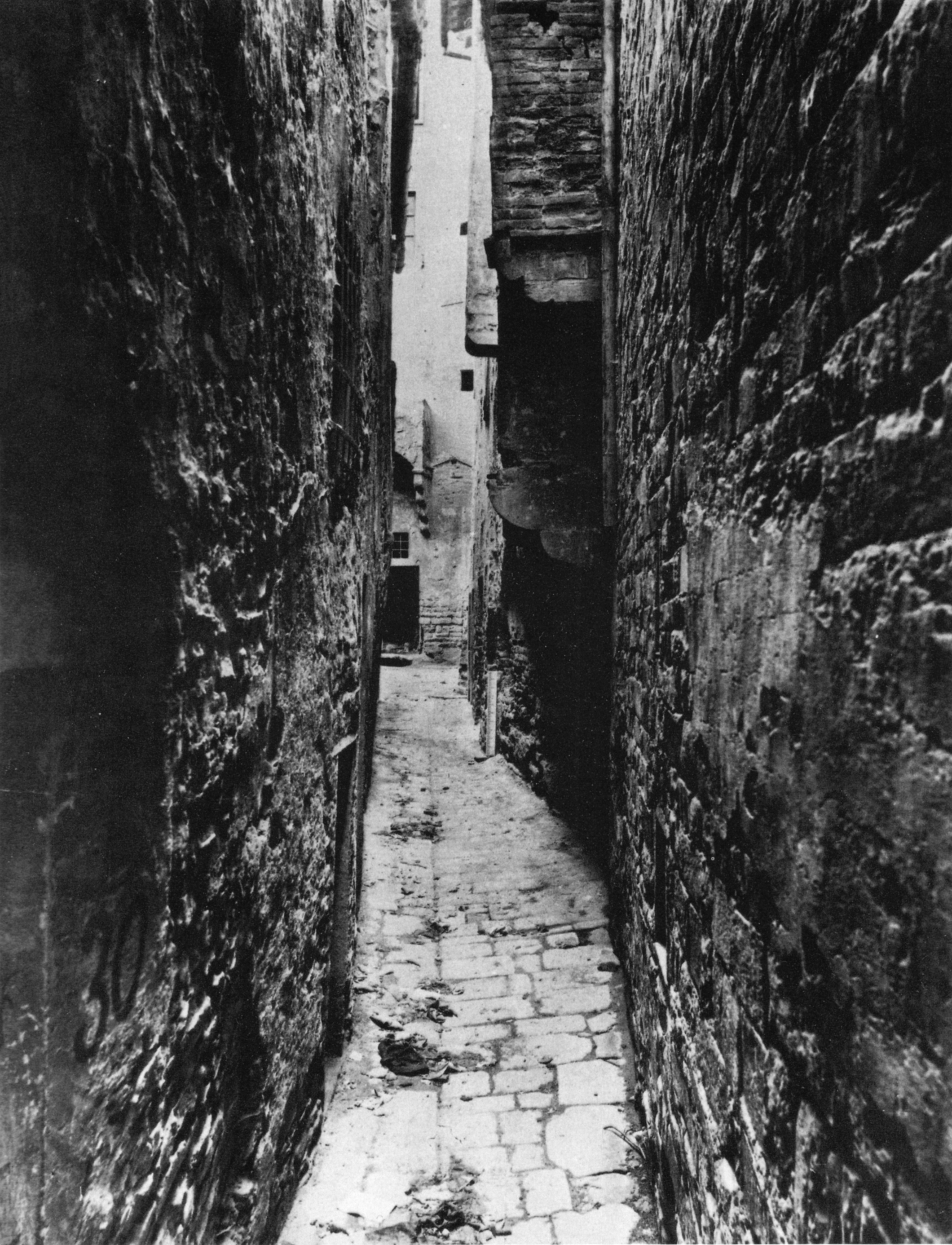
Il vicolo della Luna
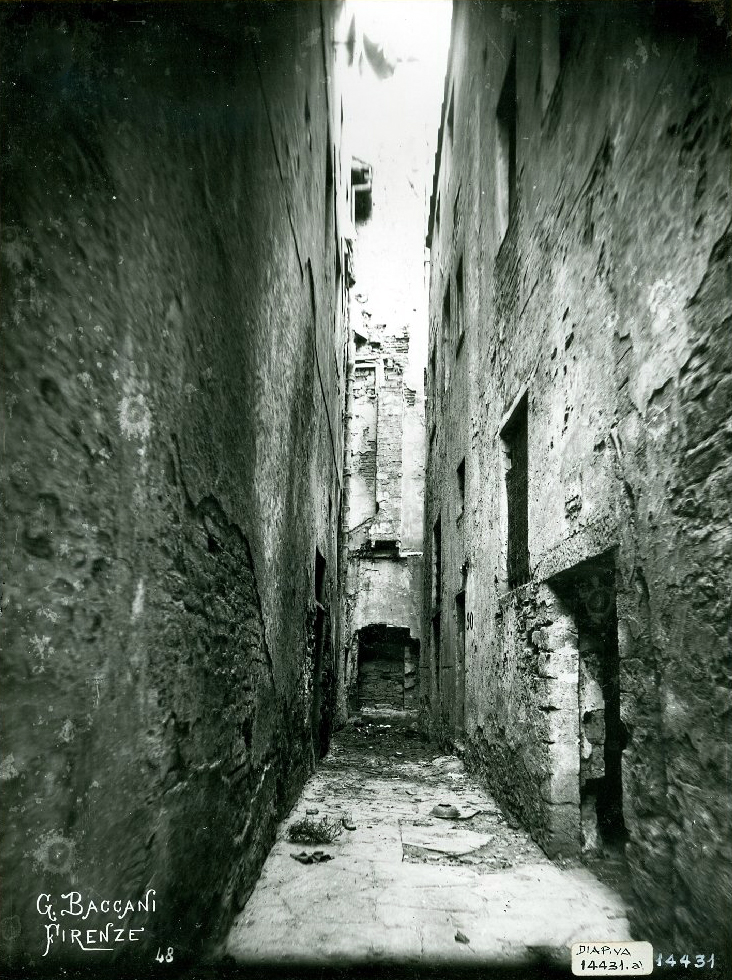
Il vicolo dei Rinaldi, senza sfondo da quando venne chiuso con l'oratorio del Crocifisso dai Vecchietti

## Storia e descrizione

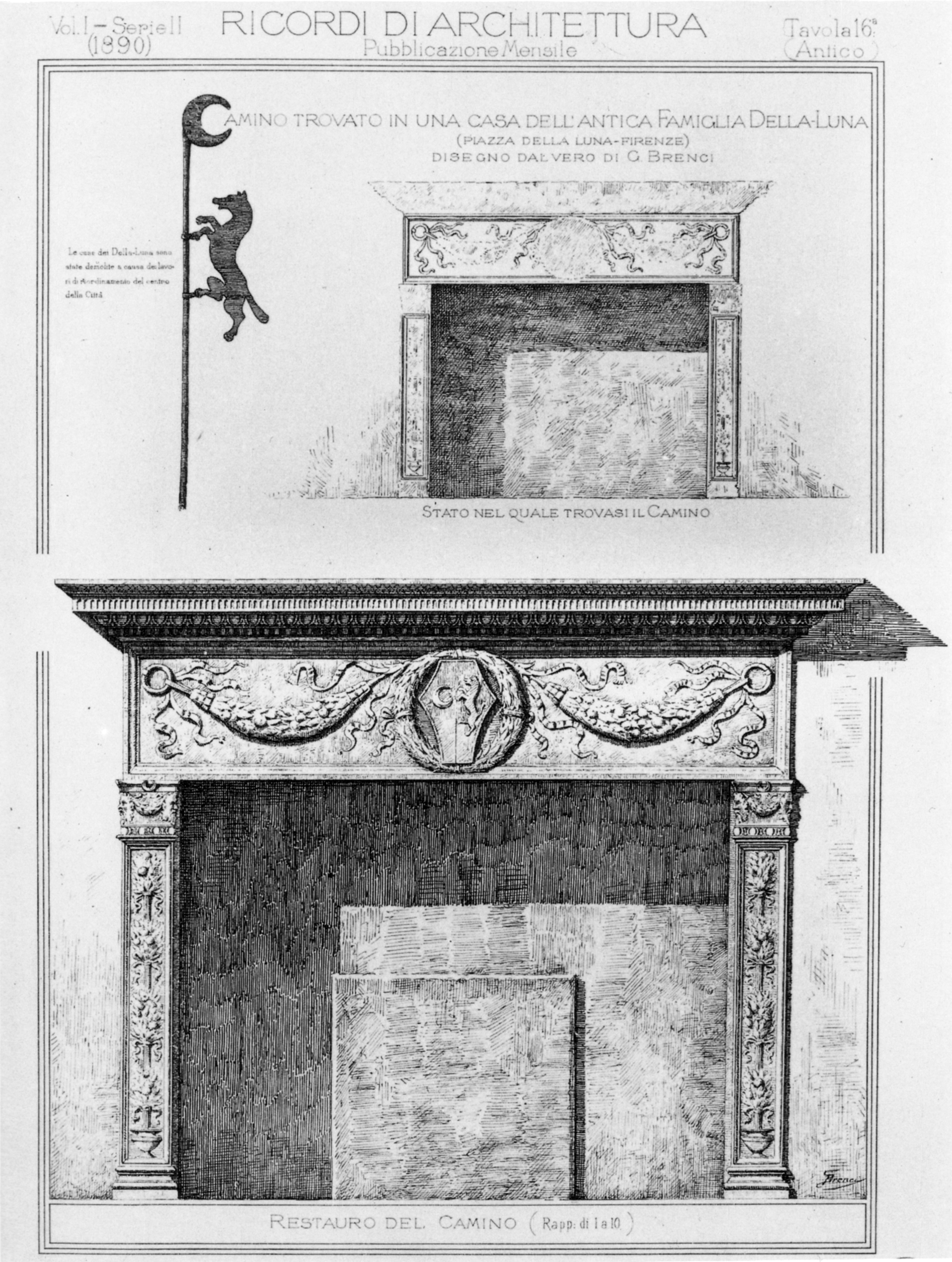
Un camino (disperso) e la banderuola del palazzo della Luna

Il palazzo venne costruito dopo il 1376 dai Della Luna, sulla torre dei Manfredi e su altre preesistenze, e fu di questa famiglia almeno fino al 1561. Dal 1618 appartenne agli eredi di Ridolfo Altoviti e nell'Ottocento apparteneva ai Bolaffi. Nel secondo Cinquecento abitò qui Lelio Torelli da Fano, ed ebbe anche il patronato dell'antistante chiesa di San Pier Buonconsiglio.
L'alta torre dei Manfredi fu sempre visibile a sinistra della facciata del palazzo, che aveva un aspetto per lo più tardo trecentesco, con una facciata di quattro assi organizzata sui canonici due piani sopraelevati più mezzanino, finestre centinate leggermente archiacute con cornici in bozza a vista, marcadavanzali, intonacatura del paramento con un sobrio sgraffito ad ammattonato tra fregi di viticci, fiori e girali. Al centro del piano nobile si trovava uno stemma dei Della Luna (alla croce di Sant'Andrea), oggi conservato nel Museo di San Marco. Più tardi l'edificio originale venne sopraelevato e diviso in quartieri d'abitazione di condizione misera. 
Sul retro, in piazza della Luna, l'edificio aveva una facciata più disordinata, con aperture irregolari, alcune delle quali si riconoscevano come originali per la presenza di archi di scarico tamponati. Da questo lato si trovava lo scalone originale, di cui si trovarono molte tracce durante le demolizioni. Più graziosi erano gli altri due lati lunghi della piazza: uno presentava un balcone retto da mensole trecentesche a beccatello, l'altro aveva una lunga scalinata esterna interrotta da un pianerottolo dove si apriva una porta di quell'abitazione. Questa e altre case della piazza, come ricordato anche da Francesco Bigazzi, avevano pietrini dell'ospedale dei Convalescenti, oggi staccati e conservati nei depositi del Museo di San Marco.
Il palazzo e gli altri edifici della piazza vennero demoliti nel 1890, dopo una campagna di scavi archeologici nella piazza. Dal palazzo provengono molti frammenti di capitelli a foglie d'acqua, peducci, colonnette, scalini, caminetti, in parte raccolti nel Museo di San Marco, in parte nel vicino palazzo Vecchietti e in parte dispersi nel mercato antiquario. Spicca la banderuola che si trovava alla sommità della torre con un animale rampante (interpretato come un cavallo, ma più probabilmente un lupo dello stemma Altoviti) e un crescente, oggi al Museo di San Marco, sebbene parzialmente mutilo nella testa dell'animale.

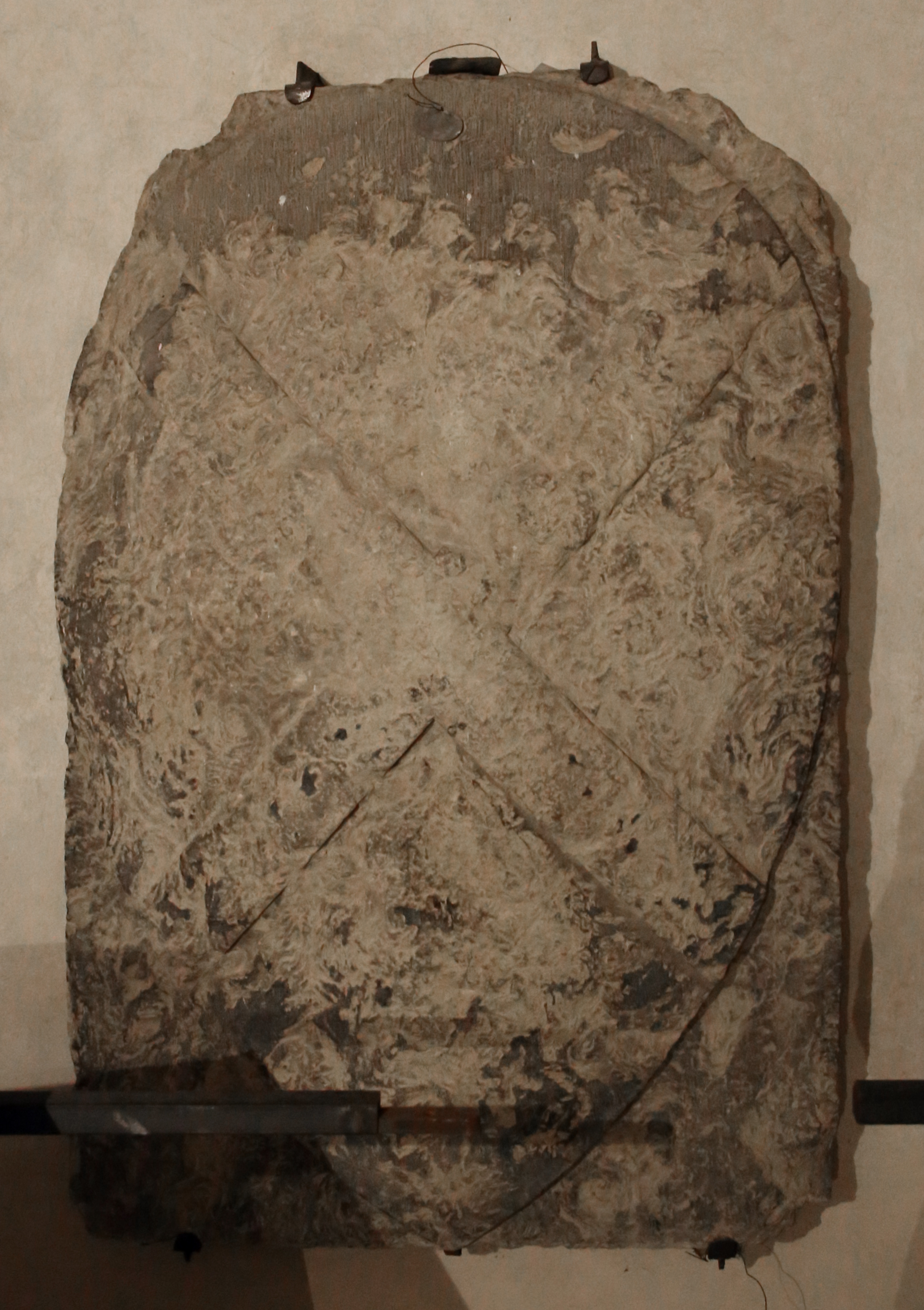
Stemma dei Della Luna, dalla facciata del palazzo (Museo di San Marco)
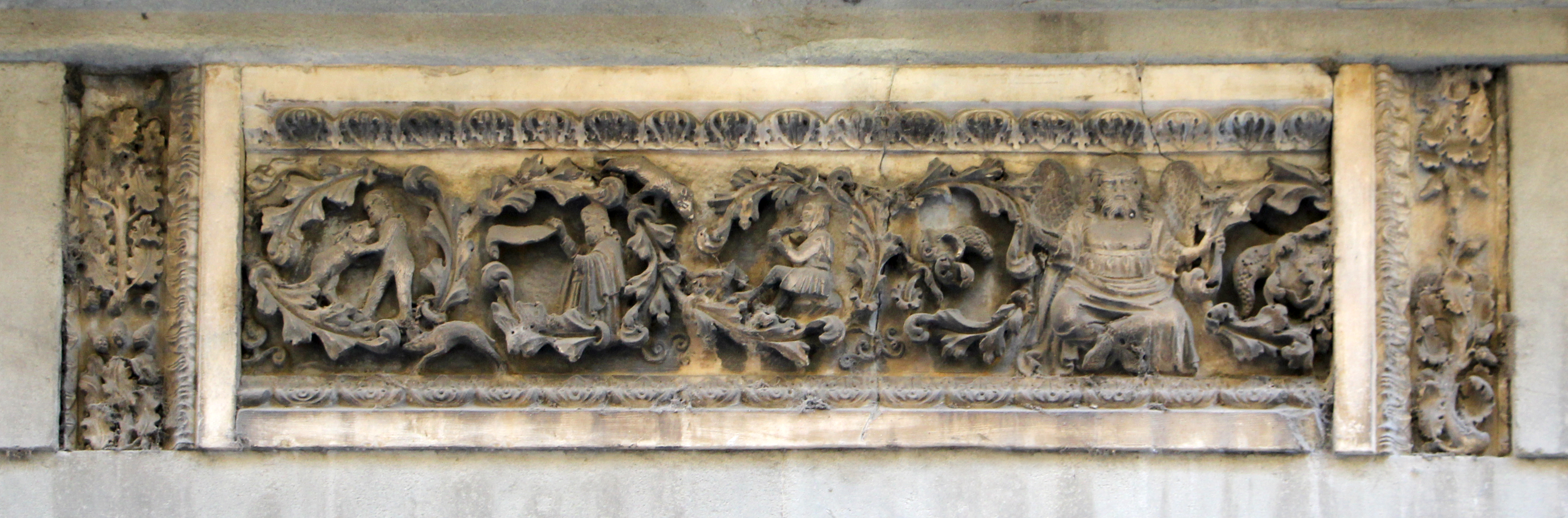
Architrave medievale rinvenuta tra le demolizioni di piazza della Luna e oggi collocata in via de' Bardi
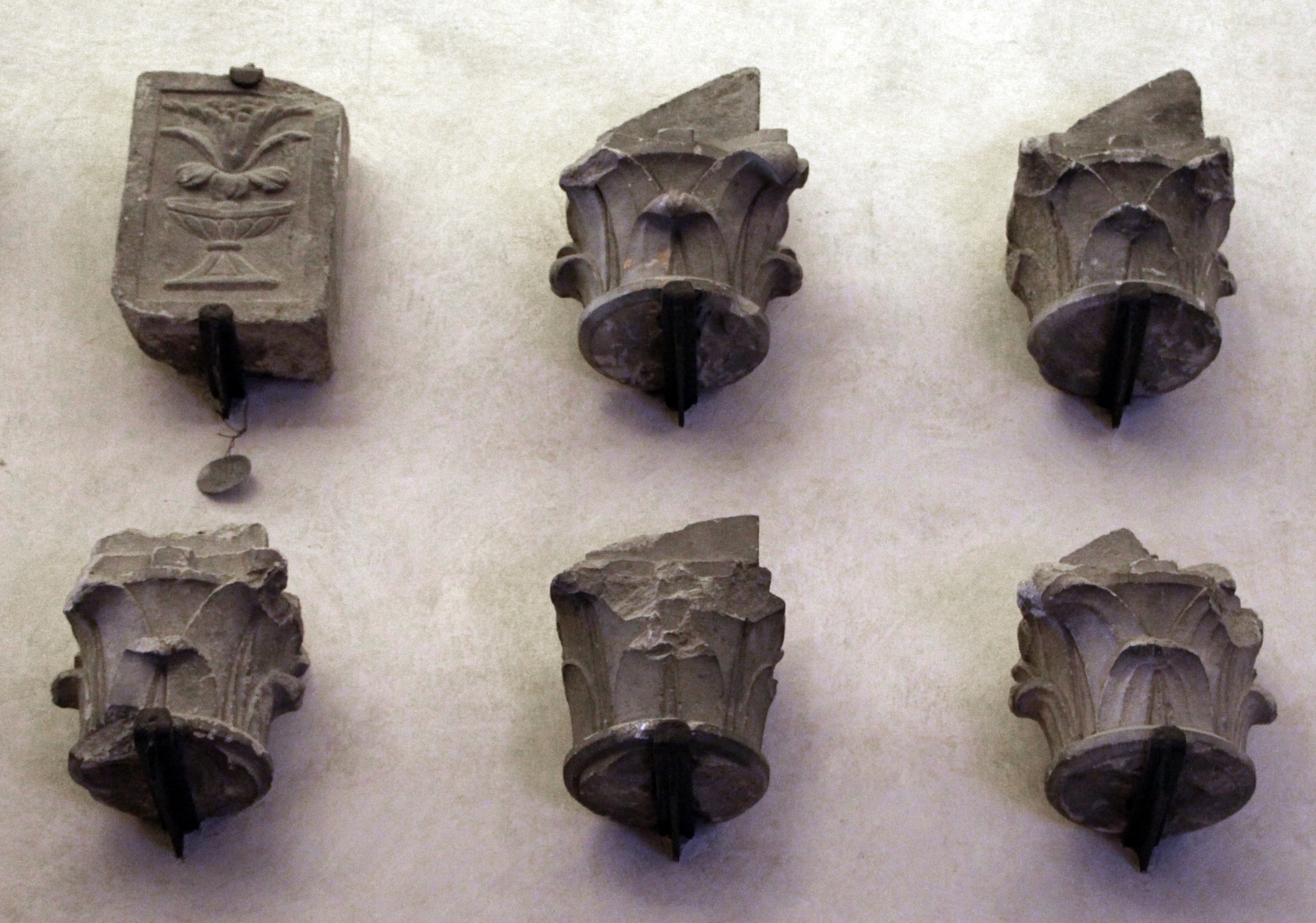
Peducci dalla scalinata del palazzo, al lapidario del Museo di San Marco
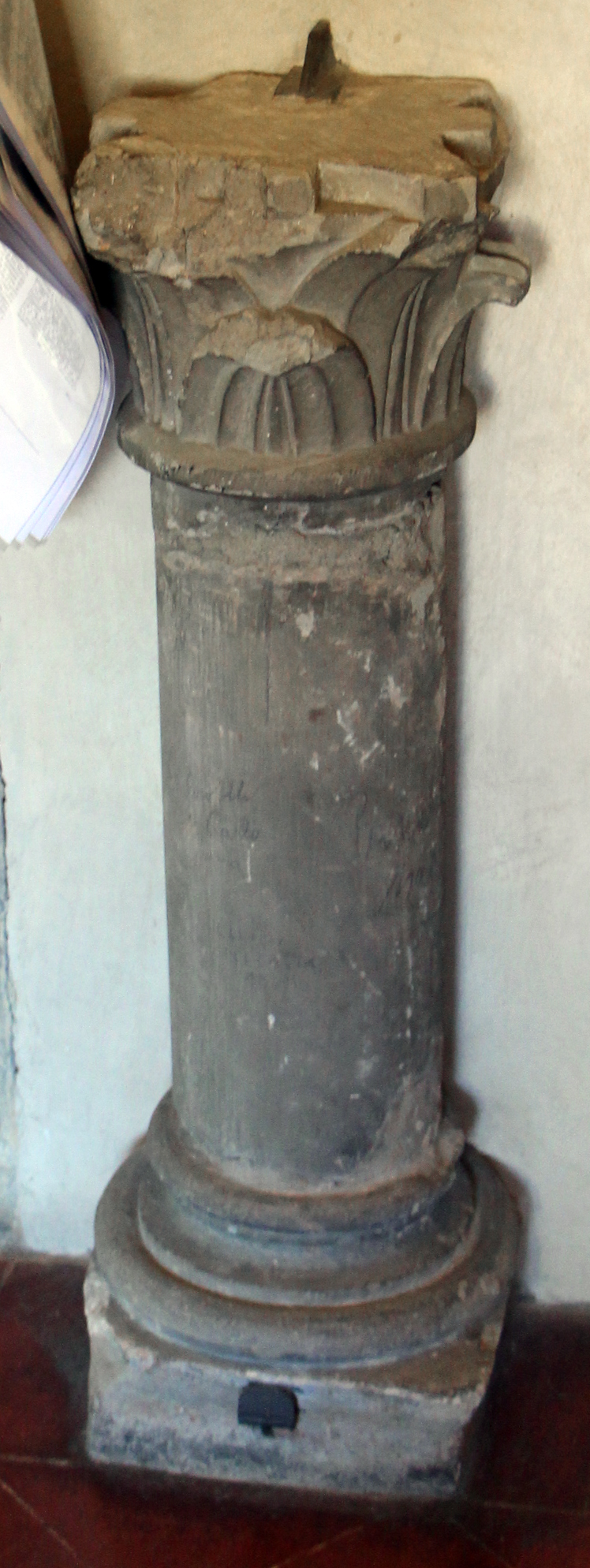
Colonnina dal palazzo, al lapidario del Museo di San Marco
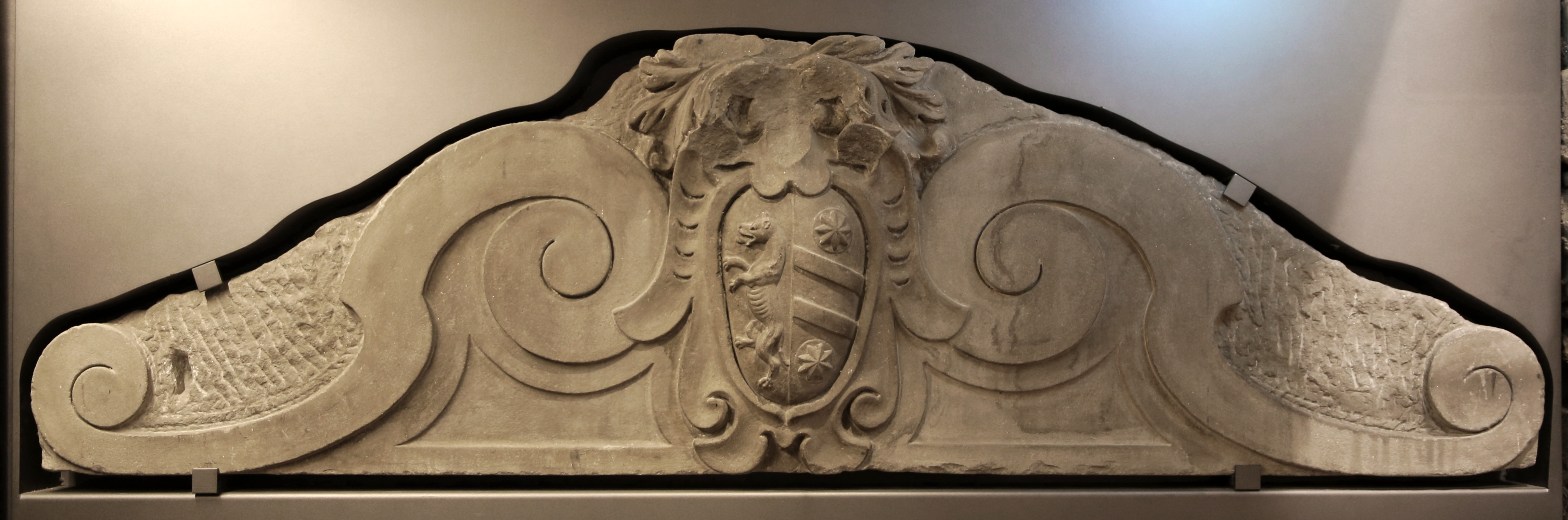
Fronte di camino con stemma Altoviti-Baldesi, dal palazzo e oggi nel cortile di palazzo Vecchietti
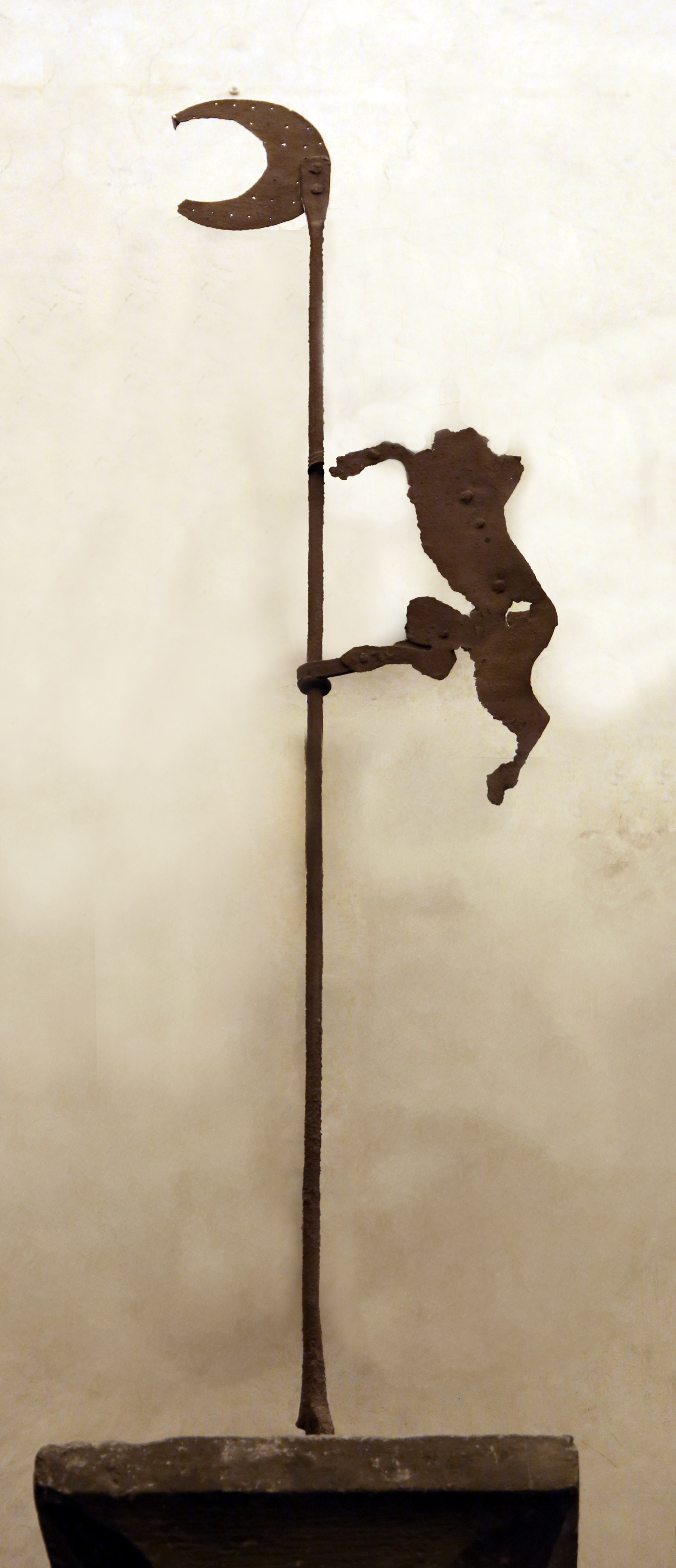
La banderuola dalla torre già dei Manfredi, inglobata nel palazzo (Museo di San Marco)

## La leggenda della Cavolaia
Il nome popolare del palazzo era "della Cavolaia", poiché nei suoi pressi era ambientata una leggenda popolare che era entrata a far parte del folclore cittadino: «si raccontava che ai tempi di Totila, mentre egli abitava nel Campidoglio, invitò i principali cittadini di Firenze nel suo palazzo. S'entrava in quell’edifizio per la via tra’ Ferrivecchi, oggi degli Strozzi, e accanto alla porta c’era una donna che vendeva erbaggi ed era chiamata la cavolaia. Essa vedendo entrar sempre persone nel Campidoglio, e mai uscirne alcuna, cominciò dopo qualche ora a metter sull'avviso coloro che continuavano ad arrivare: i quali, insospettiti, non entrarono nel tristo fortilizio, e scamparon così la vita; poiché si seppe che coloro che vi eran già entrati, erano stati a
mano a mano fatti trucidare. Tanta fu la riconoscenza che ebbero coloro che vennero salvati dalla cavolaia, che dopo la sua morte stabilirono che le fosse ogni anno celebrato un uffizio in suo suffragio: e la campana che dalla sera d'Ognissanti fino all'ultimo giorno di carnevale, suona anch'oggi le tre ore di notte, si disse la campana della Cavolaia, perché quella era l'ora in
cui ebbe luogo, secondo alcuni, la festa fatale.» A questo "buon consiglio" sarebbe stata dedicata la vicina chiesa di San Pietro. Alcuni autori più recenti confondono questa leggenda con quella della Berta in Santa Maria Maggiore, fondendole in una sorta di ibrido.